# Hieroteu de Segòvia
|  | Per a altres significats, vegeu «Hieroteu d'Atenes». |

Hieroteu de Segòvia (en castellà Jeroteo o Geroteo) és una personalitat llegendària, creada per la falsa Crònica de Dextre al final del segle xvi, que el seu autor presenta com a primer bisbe de Segòvia i primer màrtir de la ciutat. La seva història es basa en part en la de Sant Hieroteu d'Atenes.

## Historicitat
No apareix citat abans de la pretesa crònica de Luci Flavi Dextre, falsificació de Jerónimo Román de la Higuera que al final del segle xvi va reescriure la història eclesiàstica hispànica. Es tracta, per tant, d'una invenció, i al mateix segle xvii, diversos autors van escriure obres demostrant-ne la falsedat. No obstant això, l'existència del bisbe màrtir va arrelar a Segòvia, on començà a ésser venerat i fou proclamat sant patró juntament amb Sant Fructe.
En 1625 l'abat Tomás Bravo de Mendoza, del monestir cistercenc de Sandoval (prop de Lléo), trobà al cenobi un crani amb un pergamí escrit en grec amb la inscripció Κεφαλή Ἱεροτέον ("cap de Hieroteu"). El papa Urbà VIII certificà l'autenticitat de les relíquies i aprovà els textos del fals Dextre com a veritables.

## Llegenda
Segons la llegenda, creada per tal d'endarrerir els orígens del bisbat de Segòvia fins als temps apostòlics, donant-li així més prestigi, Hieroteu era hispànic i de nom Macre. Segons els autors, se'l feia natural de diversos llocs: Empúries, Écija, Arjona o Guadix, i se'n deia que havia portat des d'Antioquia la imatge de la Mare de Déu de la Fuencisla (patrona de Segòvia), o d'altres, com la de Valvanera, la Soterraña o de Nieva. També se'n va dir, sense fonament, que era l'autor de l'himne Salve Regina, que havia guarit de la ceguesa sant Cecili de Granada o que havia donat a aquest els llibres de plom del Sacromonte
Ocupà càrrecs de govern a la Tarraconense sota l'emperador Tiberi, i marxà a Atenes. Hi fou membre de l'acadèmia platònica i sacerdot a l'Areòpag, i rebé el nom de Hieroteu. Sant Pau apòstol el convertí al cristianisme i el batejà a Xipre i el convertí en el seu deixeble. Fou el primer bisbe d'Atenes i fundà la primera escola de teologia, on conegué Dionís Areopagita.

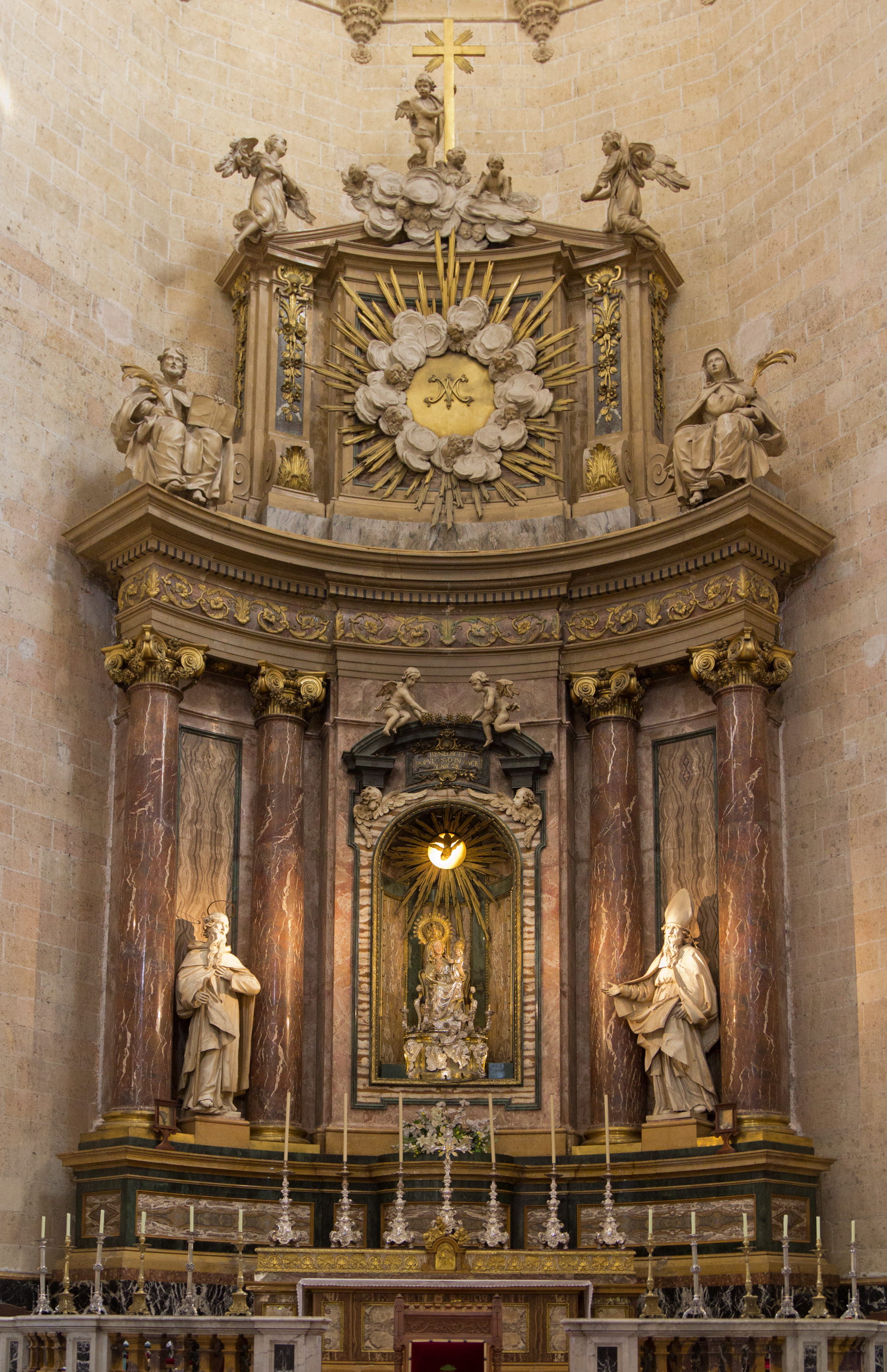
Retaule major de la catedral de Segòvia; a la dreta, estàtua de Sant Hieroteu.

Quan aquest fou nomenat bisbe d'Atenes el 62, Hieroteu marxà amb Pau al seu hipotètic viatge a Hispània. Cap al 64 arribaren a Segòvia i Hieroteu s'hi quedà com a bisbe i cap de la comunitat cristiana, on restà durant onze anys. Durant unes persecucions, fou mort l'any 75, als 83 anys.
Una llegenda diu que Hieroteu fou qui portà des d'Antioquia a la ciutat la imatge de la Mare de Déu de Fuencisla, patrona de la ciutat.

## Veneració
La seva festivitat es fixà el 4 d'octubre, el mateix dia que es commemora Hieroteu d'Atenes, amb qui s'assimila. La història del sant té un abast local i mai no ha estat reconeguda per l'Església: no obstant això, es considera que és la mateixa persona que el realment existent Hieroteu d'Atenes, amb una tradició pròpia de Segòvia.